# The Dillinger Escape Plan
The Dillinger Escape Plan es un cuarteto estadounidense de mathcore procedente de Morris Plains, Nueva Jersey y formado en 1996 como Arcane por Ben Weinman (guitarra), Adam Doll (bajo) y Chris Pennie (batería).

## Historia
En abril del mismo año, la banda añadió al vocalista Dimitri Minakakis y grabaron su debut, un mini CD que demostraba la ecléctica manera del cuarteto de llevar el sonido del hardcore mucho más allá, con cualquier herramienta a su disposición: desde jazz y ritmos latinos hasta atmósferas industriales.
Poco después añadieron al guitarrista John Fulton y grabaron el EP Under the Running Board. En noviembre de 1998, Brian Benoit suplantó a Fulton, dando paso así al inicio de las grabaciones del primer LP de la banda, titulado Calculating Infinity y lanzado en septiembre de 1999.
Minakakis dejó la banda en 2001 y fue sustituido por Greg Puciato en el rol de vocalista en 2002. Ese mismo año grabaron un EP con Mike Patton, titulado Irony Is A Dead Scene. A mediados de 2004 lanzaron su segundo álbum titulado Miss Machine.
Actualmente el sonido de DEP es una extraña, increíble [cita requerida] y virtuosa amalgama de sonidos jazzísticos, violencia hardcore punk y melodías heavy metal, que lo sitúan como un grupo único en su tipo y junto a bandas como Converge, Cave In y Botch, conforman la naciente corriente del noisecore.
Su tercer disco Ire Works sería publicado el 5 de noviembre en Europa y el 13 de noviembre en EE. UU. en el año 2007 en el sello de Relapse Records. En este álbum su fundador y baterista Chris Pennie no participaría.
Este debutó en el Billboard 200 en el puesto 142 con más de 7000 copias vendidas, una cifra que fue luego corregida a 11 000, cuando Relapse contó también las ventas anteriores a la publicación del disco.
Option Paralysis sería su cuarto disco de estudio publicado en marzo de 2010, a través de su propia empresa discográfica, Party Smasher Inc. Este es el primer álbum de la banda con Billy Rymmer cómo baterista.
3 Años más tarde la banda lanzaría su quinto disco One of Us Is the Killer publicado por Sumerian Records. Este es considerado como "...el asentamiento definitivo de todo lo que han sido The Dillinger Escape Plan. Desde caóticos despliegues de instrumentos hasta momentos menos directos, casi melódicos."
Dissociation, lanzado en 2016 es el último álbum de la banda publicado nuevamente por su empresa discográfica Party Smashers Inc, y producido por Cooking Vinyl. Después de una gira de despedida promocionando dicho álbum, la banda anunció su disolución.
Después de casi 7 años inactivos, el 12 de diciembre de 2023, se anunció que Dillinger Escape Plan había vuelto y que se reunirán en el Brooklyn Paramount Theatre para celebrar el 25 aniversario de su álbum debut Calculating Infinity, que tendrá lugar el 21 de junio de 2024; Poco después se anunciaron dos espectáculos adicionales, que se llevarán a cabo en el mismo lugar del 22 al 23 de junio de 2024.  La alineación para todos esos shows incluirá al vocalista original Dimitri Minakakis, respaldado por el guitarrista Ben Weinman, el bajista Liam Wilson y el baterista Billy Rymer.

## Miembros

### Miembros actuales
- Dimitri Minakakis – vocalista (1997–2001, 2023–presente)
- Ben Weinman – guitarra (1997–2017, 2023–presente)
- Liam Wilson – bajo (1999–2017, 2023–presente)
- Billy Rimer - batería, percusión (2009– 2017, 2023–presente)

### Miembros en el pasado
- Derek Brantley – guitarra (1997)
- John Fulton – guitarra (1997–1999)
- Adam Doll – bajo (1997–1999)
- Jeff Wood – bajo (directos, giras, 1999)
- Mike Patton – vocalista, percusión ( Nunca fue un miembro oficial )
- Brian Benoit – guitarra (1999–2005)
- James Love – guitarra (directos, giras, 2005–2006)
- Chris Pennie – batería, percusión (1997–2007)
- Gil Sharone – batería, percusión (2007–2008)
- Jeff Tuttle – guitarra,Coros (2007–2012)
- Greg Puciato – vocalista (2001–2017)

## Discografía

### Álbumes de estudio
- Calculating Infinity (1999/Relapse Records)
- Miss Machine (2004/Epitaph Records)
- Ire Works (2007/Relapse Records)
- Option Paralysis (2010/Season of Mist)
- One of Us Is The Killer (2013/Sumerian Records)
- Dissociation (2016/Party Smasher Inc.)

### Recopilatorios con otros artistas
- «Damaged, Parts I & II» Black on Black: A Tribute to Black Flag (2002/Initial Records)
- «Honey Bucket» We Reach: The Music of the Melvins (2005/Fractured Transmitter Recording Company)